# Adelurola eurys
Adelurola eurys är en stekelart som beskrevs av Chen och Wu 1994. Adelurola eurys ingår i släktet Adelurola och familjen bracksteklar. Inga underarter finns listade i Catalogue of Life.